# Vasile Bărbat (deputat)
Vasile Bărbat (n. 6 octombrie 1937, Jidvei, Alba) este un fost deputat român în legislatura 1990-1992, ales în județul Timiș pe listele Partidului Democrat al Muncii. A demisionat din partid după ce acesta s-a declarat de orientare comunistă, devenind Partidul Socialist al Muncii. A făcut parte din grupul parlamentar al Partidului Democrat Agrar din România.
De profesie tehnician veterinar, acum pensionar.
În 17 decembrie 1989, în timpul revoluției, Vasile Bărbat a fost împușcat în Piața Libertății din Timișoara, fiind grav rănit, scăpînd cu viață ca urmare a unor intervenții chirurgicale în Belgia. Cu același prilej au fost împușcate soția și fiica sa, soția Lepa Bărbat murind iar cadavrul acesteia fiind printre cele furate din spitalul județean din Timișoara și arse la crematoriul din București. Pentru împușcarea lui Vasile Bărbat, a soției și fiicei sale, a fost trimis în judecată ofițerul de contrainformații Vasile Joițoiu, care a fost inițial condamnat, apoi achitat iar apoi procesul trimițîndu-se spre rejudecare. În ultima fază a procedurilor penale împotriva lui Vasile Joițoiu, Parchetul Militar de pe lângă Tribunalul Militar Teritorial a dispus scoaterea de sub urmărire penală a lui Vasile Joițoiu.
În anul 2009, în urma unei sesizări a Consiliului Național pentru Studierea Arhivelor Securității, Curtea de Apel București a constatat calitatea de colaborator al Securității a lui Vasile Bărbat.